# Степанович, Елена Андреевна
Елена Андреевна Степанович (2 августа 1941 год, деревня Малоеды, Несвижский район, Минская область — 2012 год, посёлок Снов, Несвижский район, Минская область) — свинарка колхоза имени Калинина Несвижского района Минской области, Белорусская ССР. Герой Социалистического Труда (1976).

## Биография
Родилась в 1941 году в крестьянской семье в деревне Малоеды. Окончила семилетнюю школу в Снове. С 1956 года работала полеводом в колхозе «Горный Снов» и с 1958 по 1998 года — свинаркой, оператором по выращиванию поросят колхоза имени Калинина Несвижского района (позднее — СПК «Агрокомбинат Снов»).
В первый год своей работы на свиноферме обслуживала 25 свиноматок, от которых получила в среднем по 16 поросят, потом трудилась оператором по выращиванию откормочного поголовья. В 1971 году получила по 25 поросят от каждой свиноматки, за что была награждена Орденом Ленина.
За годы девятой пятилетки (1971—1976) перевыполнила план, вырастив 5800 поросят вместо запланированных 4400. Средний вес поросёнка составил 20,5 килограмм. Указом Президиума Верховного Совета СССР от 27 декабря 1976 года удостоена звания Героя Социалистического Труда с вручением ордена Ленина и золотой медали «Серп и Молот».
После выхода на пенсию проживала в посёлке Снов, где скончалась в 2012 году.

## Награды
- Орден Ленина — дважды
- Орден Октябрьской Революции